# Clarence-Rockland
Clarence-Rockland est une municipalité à statut bilingue de l'Est de l'Ontario (Canada), dans les comtés unis de Prescott et Russell, sur la rive droite de la rivière des Outaouais, près de la frontière avec le Québec. Elle a été créée en 2001 lors de la fusion de plusieurs municipalités avoisinantes.

## Démographie

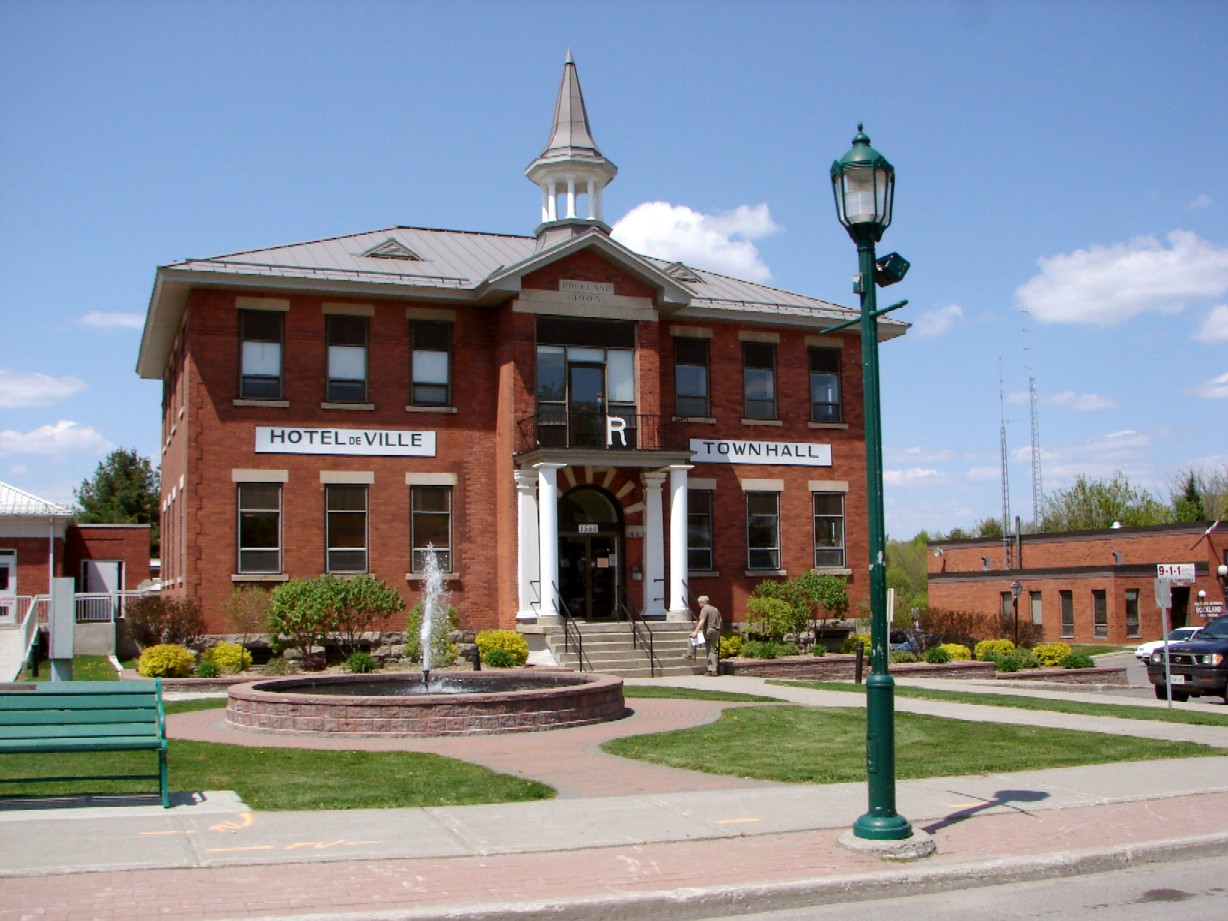
Hôtel de ville

La cité a une population d'environ 23 185 habitants dont plus de 65 % sont francophones.
Selon le recensement de 2011 :
- Population : 23 185
- % Changement (2006-2011) : 11,5 %
- Logements : 8 796
- Superficie (km²) : 297,86
- Densité (habitants par km²) : 77.8

| 2001   | 2006   | 2011   | 2016   |
| ------ | ------ | ------ | ------ |
| 19 612 | 20 790 | 23 185 | 24 512 |

## Culture
- Musée de Clarence-Rockland
- Église de la Très-Sainte-Trinité de Rockland

## Communautés
- Bourget
- Cheney
- Clarence Creek
- Hammond
- Rockland
- Saint-Pascal-Baylon